# Таггерт (телесериал)
«Таггерт» (англ. Taggart) — шотландский детективный телесериал режиссёра Алана Макмиллана, снят кинокомпанией STV Productions, в Британии транслировался каналом ITV с 6 сентября 1983 по 7 ноября 2010. Один из наиболее продолжительных сериалов в истории Британского телевидения, был номирован на премию BAFTA Scotland Award в 2005, в категории лучшая драматическая программа.
В России сериал транслировался каналами «ТВ-6», «НТВ» и «ТНТ».

## Сюжет
В криминальном департаменте полиции Мэрихилла города Глазго работает инспектор Джим Таггерт. Вместе с напарниками Майком Джардином и Джеки Рейд он расследует убийства.

## В ролях
- Блайт Дафф — детектив-сержант Джеки Рид (95 эпизодов; 1990—2010);
- Колин Макреди — детектив-констебль Стюарт Фрейзер (73 эпизода; 1995—2010) / Сэнди (эпизод «Hellfire»; 1994) / Пэт Кэйси (эпизод «Prayer for the Dead»; 1995)
- Джон Мичи — детектив-инспектор Робби Росс (69 эпизодов; 1998—2010) / Робби Мейклджон (эпизод «Love Knot»; 1990);
- Алекс Нортон — старший инспектор Мэтт Бёрк (59 эпизодов; 1986—2010);
- Роберт Робертсон — доктор Стивен Эндрюс (52 эпизода; 1983—2000);
- Джеймс Макферсон — старший инспектор Майкл Джардин (48 эпизодов; 1987—2002);
- Айен Андерс — Джек Маквити (40 эпизодов; 1985—1998);
- Марк Макманус — старший инспектор Джим Таггерт (31 эпизод; 1983—1995);
- Гарриэт Баччен — Джейн Таггерт (30 эпизодов; 1983—1995);
- Нил Дункан — Питер Ливингстон (7 эпизодов; 1983—1994);